# 1018 Arnolda
1018 Arnolda là một tiểu hành tinh vành đai chính. Nó được phát hiện bởi Karl Wilhelm Reinmuth ngày 3 tháng 3 năm 1924. Tên ban đầu của nó là 1924 QM. Nó được đặt theo tên Arnold Berliner, chủ bút thuộc tạp chí xuất bản định kỳ Naturwissenschaften.